# لیگ برتر فوتبال افغانستان فصل ۱۳۹۶
لیگ برتر فوتبال افغانستان ۱۳۹۶ ششمین فصل از بازی‌های لیگ برتر فوتبال افغانستان است، لیگ برتر افغانستان یک لیگ فوتبال باشگاهی است که در سال ۱۳۹۱ تأسیس شده‌است. در فینال، باشگاه فوتبال شاهین آسمایی قهرمانی فصل را از آن خود کرد.